# محوطه تاریخی عروفین
محوطه تاریخی عروفین مربوط به سده‌های اولیه دوران‌های تاریخی پس از اسلام است و در شهرستان رودبار، بخش مرکز ی، دهستان رستم‌آباد جنوبی، روستای سرشمام واقع شده و این اثر در تاریخ ۲۷ اسفند ۱۳۸۶ با شمارهٔ ثبت ۲۲۵۱۳ به‌عنوان یکی از آثار ملی ایران به ثبت رسیده است.